# Сарсанзька ГЕС
Сарсанзька ГЕС — гідроелектростанція в Азербайджані. Використовує ресурс із річки Тертер, правої притоки Кури (басейн Каспійського моря).
У межах проєкту річку перекрили насипною греблею висотою 125 метрів, довжиною 555 метрів та шириною по гребеню 10 метрів. Вона утримує витягнуте на 11,8 км водосховище з площею поверхні від 2,7 км2 до 13,5 км2 та об'ємом 560 млн м3 (корисний об'єм 500 млн м3), у якому припустиме коливання рівня в операційному режимі між позначками 662 та 726 метрів НРМ (у випадку повені до 728,5 метра НРМ).
Пригреблевий машинний зал обладнали двома турбінами типу Френсіс потужністю по 26 МВт, які використовують напір у 92 метри та забезпечують виробництво 123 млн кВт·год електроенергії на рік.